# 오마모리

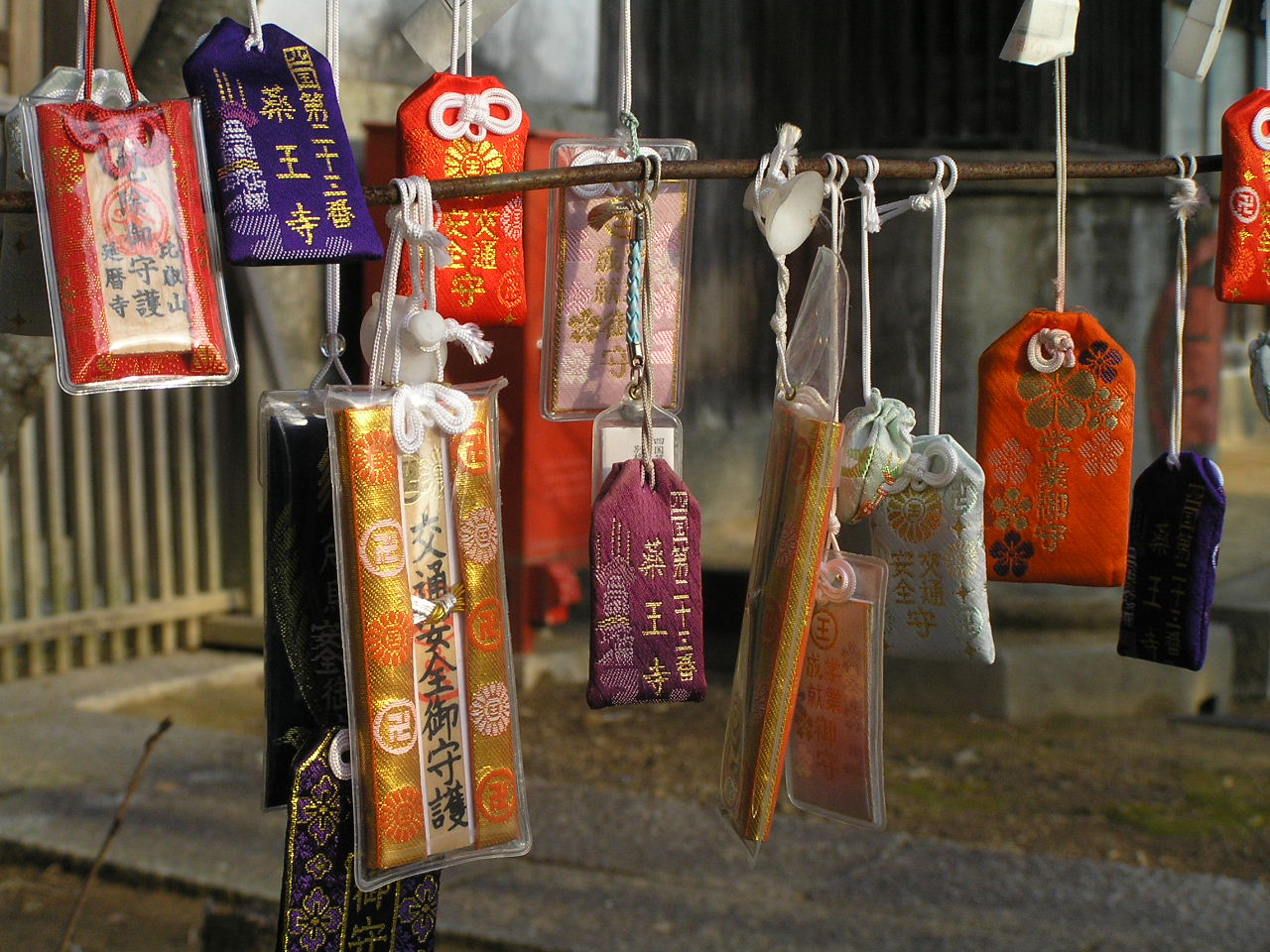

오마모리(일본어: 御守り) 또는 호부(일본어: 護符 고후[*])는 일본 특유의 주구다. 도교의 부적이 일본화된 것으로서 일본 각지의 신사나 사찰에서 판매한다.
종이나 나무로 만든 부적을 비단주머니에 넣고 봉한 것이다. 끈을 달아서 몸에 지니고 다닌다.

## 같이 보기
- 네쓰케
- 위패